# Chinemys
Chinemys är ett släkte av sköldpaddor som ingår i familjen Geoemydidae.
Arter enligt Catalogue of Life:
- Chinemys megalocephala
- Chinemys nigricans
- Chinemys reevesii

Enligt The Reptile Databas bör arterna infogas i släktet Mauremys.